# Рондон-ду-Пара

Рондон-ду-Пара на карте штата.

Рондон-ду-Пара (порт. Rondon do Pará) — муниципалитет в Бразилии, входит в штат Пара. Составная часть мезорегиона Юго-восток штата Пара. Входит в экономико-статистический микрорегион Парагоминас. Население составляет 46 964 человек на 2010 год. Занимает площадь 8246,394 км². Плотность населения — 5,7 чел./км².
Праздник города — 13 мая.

## История
Город основан 9 февраля 1969 года. 

## Демография
Согласно сведениям, собранным в ходе переписи 2010 г. Национальным институтом географии и статистики (IBGE), население муниципалитета составляет:
| Полное население                               | Полное население                               | Полное население                               | Полное население                               | 46 964 |
| ---------------------------------------------- | ---------------------------------------------- | ---------------------------------------------- | ---------------------------------------------- | ------ |
| в том числе:                                   | Городское население                            | 34 696                                         | Процент городского населения, %                | 73,88  |
|                                                | Сельское население                             | 12 268                                         | Процент сельского населения, %                 | 26,12  |
|                                                | Мужское население                              | 24 274                                         | Процент мужского населения, %                  | 51,69  |
|                                                | Женское население                              | 22 690                                         | Процент женского населения, %                  | 48,31  |
| Плотность населения, чел/км²                   | Плотность населения, чел/км²                   | Плотность населения, чел/км²                   | Плотность населения, чел/км²                   | 5,70   |
| Население муниципалитета в % к населению штата | Население муниципалитета в % к населению штата | Население муниципалитета в % к населению штата | Население муниципалитета в % к населению штата | 0,62   |

По данным оценки 2015 года, население муниципалитета составляет 49 977 жителей.

## Статистика
- Валовой внутренний продукт на 2003 год составляет 204 909 601,00 реалов (данные: Бразильский институт географии и статистики).
- Валовой внутренний продукт на душу населения на 2003 год составляет 4726,10 реалов (данные: Бразильский институт географии и статистики).
- Индекс развития человеческого потенциала на 2000 год составляет 0,685 (данные: Программа развития ООН).

## География
Климат местности: тропический.

## Важнейшие населенные пункты
| № | Населённый пункт | Населённый пункт (порт.) | Категория | Население чел. (2010) | На карте                       |
| - | ---------------- | ------------------------ | --------- | --------------------- | ------------------------------ |
| 1 | Рондон-ду-Пара   | Rondon do Pará           | город     | 34 696                | 4°46′47″ ю. ш. 48°04′20″ з. д. |
| 2 | Километро 56     | Km 56                    | поселок   | 1019                  | 4°35′18″ ю. ш. 47°51′28″ з. д. |
| 3 | Вила-Палестина   | Vila Palestina           | поселок   | 520                   | 4°40′06″ ю. ш. 47°55′58″ з. д. |
| 4 | Вила-Пара        | Vila Pará                | поселок   | 511                   | 4°40′52″ ю. ш. 47°56′40″ з. д. |
| 5 | Санта-Лусия      | Santa Lúcia              | поселок   | 214                   | 4°23′49″ ю. ш. 48°12′49″ з. д. |
| 6 | Вила-Гавиан      | Vila Gavião              | поселок   | 189                   | 4°41′05″ ю. ш. 48°38′51″ з. д. |
| 7 | Гурани           | Gurani                   | поселок   | 112                   | 4°44′45″ ю. ш. 48°57′48″ з. д. |